# Ctenoplusia perispomena
Ctenoplusia perispomena är en fjärilsart som beskrevs av Claude Dufay 1972. Ctenoplusia perispomena ingår i släktet Ctenoplusia och familjen nattflyn. Inga underarter finns listade i Catalogue of Life.